# Abakan (folyó)
Az Abakan (oroszul Абакан [Abakan], hakaszul Ағбан) folyó Oroszország ázsiai részén, Szibéria déli részén, Hakaszföldön. A Jenyiszej felső folyásának bal oldali mellékfolyója.

## Földrajz
Hossza (nagyobbik forráságával együtt): 514 km, vízgyűjtő területe: 32 000 km², évi közepes vízhozama: 400 m³/sec.
A Kis- és a Nagy-Abakan folyók összefolyásával keletkezik, forráságai Hakaszföld délnyugati részén, a Nyugat-Szajani- és az Altaj-hegység északi lejtőin erednek. Kezdetben az Abakani-hegység mentén, szűk völgyben halad, ezen a részen erős sodrású hegyi folyó. Lejjebb kiér a hegyek közül, völgye kiszélesedik. A Minuszinszki-medencében sok kis mellékágat képezve folyik tovább északkelet felé és Hakaszföld fővárosánál, Abakannál ömlik a Jenyiszejen képzett Krasznojarszki-víztározóba. 
A folyó esővízből és hóolvadékból táplálkozik. November második felétől április végéig jégpáncél borítja.

### Mellékfolyók
- Jobbról az Ona
- Balról a Tastip és az Ujbat

## Települések
A folyó mentén jelentősebb települések: 
- A középső szakaszon: Abaza és lejjebb Aszkiz.
- A torkolatnál: Abakan.

A folyó völgyében országút és vasútvonal vezet Abazáig.